# Del amor y otras histerias
Del amor y otras histerias es una comedia dramática teatral de temática gay, escrita y dirigida por Paul Caballero y estrenada en 2013 en Buenos Aires, Argentina. La obra se compone de nueve escenas en donde se narra la relación de Juan, un treintañero que empieza a vivir la crisis de la mediana edad, sintiéndose gris y sin más metas en la vida que lograr el amor de Lucas, un hermoso pero escurridizo chico de 25 años quien se resiste a abandonar la soltería a toda costa. En medio de esa lucha por el corazón de Lucas, aparece Fer, un exnovio contra el que Juan tendrá que decidir si continúa dejando de ser quién es para ser amado, o alejarse de una relación que le sabe a poco.
Del amor y otras histerias, muestra los obstáculos en las relaciones humanas en medio de una sociedad que se comunica a través de psicólogos, redes sociales y chats. Habla de los vínculos de nuestro tiempo, en el que se multiplican las posibilidades del acercamiento pero son esquivas las del auténtico amor a largo plazo.
La obra se adaptó localmente para su representación en México, Canadá y Paraguay.
Del Amor y otras Histerias contó para su estreno con el apoyo de la CHA (Comunidad Homosexual Argentina).

## Reparto
- Pablo Spagnoli es Juan
- Andrés Pabón Koch es Lucas
- Nicolás Tous es Fernando

## Equipo Técnico
- Vestuario: Paula Kipen
- Escenografía: Marina Ludueña
- Maquillaje: Beli Mara Biancucci
- Diseño de luces: Francisco Hindryckx
- Música: Rodrigo Gómez
- Fotografía: Roberto Méndez Valladares, Matías Saldaña
- Asistencia de dirección: Marina Ludueña, Andy Nor
- Producción: Juan Bautista Britez, Andrés Pabón Koch
- Coreografía: Julián Bass
- Dirección: Paul Caballero

## Reconocimientos
- Selección oficial del Festival Internacional de Teatro Rosa 2014[2]

## Giras
La obra realizó en 2014 una serie de presentaciones en el Teatro del Anglo en Montevideo.